# Miskito

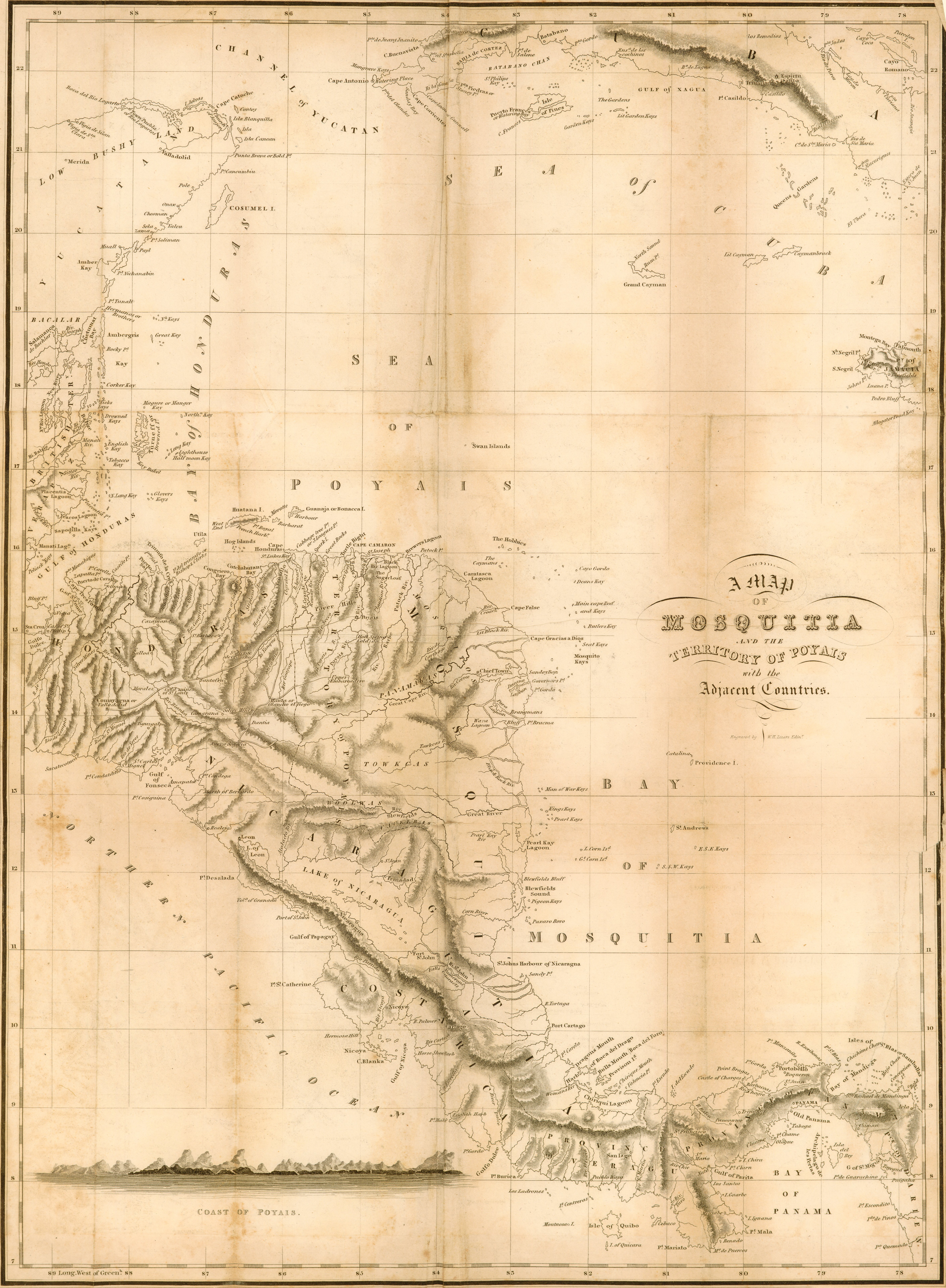
Terytorium Miskito

Miskito (Moskito) – plemię Indian, zamieszkujących wschodnie wybrzeża Nikaragui i południowo-wschodni Honduras (Wybrzeże Moskitów), w 1990 roku ich liczebność wynosiła około 40 tysięcy. Posługują się językiem miskito. Zachowują silne poczucie odrębności etnicznej. 
W XVIII i XIX wieku Miskito tworzyli własne państwo Moskitię – formalnie niezależne, de facto protektorat brytyjski. W 1894 roku terytorium to zostało podzielone między Honduras i Nikaraguę.